# Go Hard or Go Home
"Go Hard or Go Home" é uma canção do rapper estadunidense Wiz Khalifa com a participação da rapper australiana Iggy Azalea. Foi lançada em 17 de fevereiro de 2015 como single promocional da banda sonora do filme estadunidense Velozes e Furiosos 7, pela editora discográfica Atlantic Records. A canção foi produzida por The Featherstones.

## Faixas e formatos
- Download digital[2]

1. Go Hard or Go Home (versão do álbum) (com Iggy Azalea) — 3:52

## Desempenho nas paradas
| Paradas (2015)                                 | Melhor posição |
| ---------------------------------------------- | -------------- |
| O campo songid é OBRIGATÓRIO PARA PARADA ALEMÃ | 47             |
| Austrália (ARIA)                               | 60             |
| Austrália (ARIA Urban)                         | 12             |
| Áustria (Ö3 Austria Top 75)                    | 59             |
| Bélgica (Ultratip Bubbling Under de Flandres)  | 87             |
| Bélgica (Ultratop Flanders Urban)              | 25             |
| Canadá (Canadian Hot 100)                      | 65             |
| Estados Unidos (Billboard Hot 100)             | 86             |
| Estados Unidos (Billboard R&B/Hip-Hop Songs)   | 29             |
| França (SNEP)                                  | 77             |
| Indonésia (Creative Disc Top 50)               | 6              |
| Líbano (Lebanese Top 20)                       | 15             |
| Líbano (Lebanese Inglés Top 20)                | 8              |
| Reino Unido (OCC UK R&B)                       | 19             |
| Reino Unido (UK Singles Charts)                | 110            |
| Suécia (Veckan Heatseeker)                     | 14             |
| Suíça (Schweizer Hitparade)                    | 55             |